# 拉赫马尼亚
拉赫马尼亚（阿拉伯语：‎）是阿爾及利亞的伊斯兰教苏菲派教团，以其创始者西迪·穆罕默德·本·阿卜杜拉赫曼名字中的“拉赫曼”一词命名。其学理强烈依赖于对伊斯兰教基本原则的坚持。
该教團在北非阿拉伯语世界有许多分支。